# 韭葱
韭葱（英文俗名）是一種葱科葱属的栽培作物，常被誤認為是大葱（京葱）的別稱，事實上只是外觀近似的兩種植物。在历史上，韭葱曾被赋予多种生物学学名，但目前通常认为其是象大蒜的栽培品种。它是威爾斯的代表植物，用途非常廣泛，在各種食譜中可以作為配菜一起烹調，包括世界著名的兩種湯：蘇格蘭的Cock-a-leekie和法國的奶油維希湯。

## 形态
多年生宿根草本，一般作二年生栽培；叶子扁而宽，叶鞘粗肥白嫩，层层包裹，呈圆筒形，称“葱白”；淡紫色花，丛集成球状，生于花茎顶端。

## 分布
原产瑞士，分布於亚洲、欧洲以及中国的部分地区等地，目前已由人工引种栽培。